# Красносельский сельсовет (Новосибирская область)
Красносельский сельсовет — сельское поселение в Чановском районе Новосибирской области Российской Федерации.
Административный центр — село Красноселье.

## История
Статус и границы сельского поселения установлены Законом Новосибирской области от 2 июня 2004 года № 200-ОЗ «О статусе и границах муниципальных образований Новосибирской области»

## Население
| 2002  | 2010  | 2012  | 2013  | 2014  | 2015  | 2016  |
| ----- | ----- | ----- | ----- | ----- | ----- | ----- |
| 1674  | ↘1537 | ↘1525 | ↘1518 | ↗1558 | ↘1502 | ↗1526 |
| 2017  | 2018  | 2019  | 2020  | 2021  |       |       |
| ↘1489 | ↘1485 | ↘1432 | ↘1410 | ↘1381 |       |       |

## Состав сельского поселения
| № | Населённый пункт | Тип населённого пункта       | Население |
| - | ---------------- | ---------------------------- | --------- |
| 1 | Красное          | село                         | ↘308      |
| 2 | Красноселье      | село, административный центр | ↘530      |
| 3 | Малый Тебис      | посёлок                      | ↘315      |
| 4 | Север            | деревня                      | ↘191      |
| 5 | Тайский          | посёлок                      | ↘193      |